# Мексикано-никарагуанские отношения
Мексикано-никарагуанские отношения — двусторонние дипломатические отношения между Мексикой и Никарагуа.

## История
Мексика и Никарагуа — латиноамериканские государства, которые ранее являлись частью Испанской империи. В 1821 году Мексика обрела независимость от Испании и Никарагуа стала частью Первой мексиканской империи. В 1823 году Первая Мексиканская империя распалась, а Никарагуа вместе с Гватемалой, Сальвадором, Гондурасом и Коста-Рикой образовали Соединённые провинции Центральной Америки. В 1838 году федеративное государство распалось и Никарагуа стала независимой страной. В 1839 году Мексика и Никарагуа установили дипломатические отношения.
В 1937 году к власти в Никарагуа пришел Анастасио Сомоса Гарсия, чьи потомки потом управляли страной на протяжении десятилетий. В 1960-е годы в Никарагуа произошла Сандинистская революция, которая была осуществлена силами Сандинистского фронта национального освобождения. Изначально Мексика поддерживала политику правительства Никарагуа, однако затем начала оказывать поддержку сандинистам. В мае 1979 года Мексика разорвала дипломатические отношения с Никарагуа в связи с неоднократными нарушениями прав человека правительством Анастасио Сомосы Дебайле. В июле 1979 года Анастасио Сомосы Дебайле был свергнут и Мексика восстановила дипломатические отношения с Никарагуа. 
В 1990 году Мексика вместе с правительством Колумбии, Панамы и Венесуэлы участвовала в Контадорском процессе с целью разрешения кризисных ситуаций в Центральной Америке. В 1990 году президентом Никарагуа стала Виолета Барриос де Чаморро, что повлекло за собой прекращение боевых действий в стране. После окончания кризиса в Никарагуа, Мексика начала сотрудничать с этой страной во многих проектах: оказание помощи в случае стихийных бедствий, миграция и экономическое развитие. В 2001 году страны пришли к соглашению реализовать проект «Мезоамерика».

## Торговля
В 1997 году Мексика и Никарагуа подписали соглашение о свободной торговле. В 2017 году объём товарооборота между странами составил сумму 1,2 млрд. долларов США. Мексика является третьим крупнейшим иностранным инвестором в экономику Никарагуа, объем инвестиций достигает суммы 183 млн. долларов США. Экспорт Мексики в Никарагуа: электронные приборы, медные провода, лекарства и транспортные средства. Экспорт Никарагуа в Мексику: запасные части для транспортных средств, арахис, растительное масло, сахар и текстиль. В Никарагуа действует несколько мексиканских многонациональных компаний, таких как: América Móvil, Cemex, Grupo Bimbo и Grupo Lala.